# 艾爾頓·強
艾尔顿·海格力士·约翰爵士 CH CBE（1947年3月25日—），原名雷金纳德·肯尼斯·德怀特（Reginald Kenneth Dwight），英國創作男歌手、作曲家、鋼琴家和演員。在艾爾頓·約翰超過五十年的音樂生涯中，他共計售出超過三億張唱片，是史上最成功的藝人之一，亦為美國演藝圈大滿貫四大獎：奧斯卡金像獎、艾美獎、葛萊美獎及東尼獎得主。
自1967年以來，艾爾頓·約翰爵士與作詞人伯尼·陶平成為創作夥伴，迄今二人已經合作完成三十餘張專輯，其中最著名的是美國年終排行榜的冠軍專輯《再見黃磚路》。他的單曲《風中之燭》在全球已成功售出3300萬張，成為“告示牌百强单曲榜”歷史上最暢銷的單曲。 在艾爾頓·約翰爵士的音樂歷史中，共計有超過50首歌曲進入各大主流電臺的TOP40單曲，其中還有在美國告示牌連續七張蟬聯榜首的專輯。而在“告示牌百强单曲榜”的歷史中，艾爾頓·約翰爵士共有70首歌曲進入百大，58首進入前四十；28首進入前十；4首亞軍單曲和9首冠軍單曲。並且他還贏得了六座格萊美獎盃、四座全英音樂獎獎盃、兩座奧斯卡獎盃、一座金球獎獎盃和一座東尼獎獎盃。在2004年，《滾石》將艾爾頓·約翰爵士列為“史上最偉大的百位藝人”中的第49位。
艾爾頓·約翰爵士在1994年進入摇滚名人堂， 在1996年獲得大英帝國司令勳章，而在1998年又因“對音樂和慈善的突出貢獻”獲得英國女王伊莉莎白二世頒發的皇家嘉許。 艾爾頓·約翰爵士還曾參與過一些英國王室演出，例如：1997年在西敏寺的戴安娜王妃葬禮和2012年在白金漢宮的伊莉莎白二世“鑽禧慶典音樂會”。  
自20世紀80年代後期以來，艾爾頓·約翰爵士致力於抗擊艾滋病的公益活動， 并在1992年成立了“艾爾頓·約翰艾滋病基金會”。從1993年開始，該基金會會舉辦年度“奧斯卡獎派對”，這已經成為好萊塢上極為矚目的活動。自成立以來，“艾爾頓·約翰艾滋病基金會”迄今已經募集了兩億美元的善款。
2005年12月21日，艾爾頓·約翰爵士與電影製片人大衛·弗尼西結成民事伴侶， 這被視為LGBT社會運動的一個標誌。
《告示牌》根據其1958年－2021年的統計資料，將艾爾頓·約翰爵士評為“史上最成功的男歌手”第一名，且列入“ 史上最成功藝人榜”第三名，僅次於披頭四樂隊和麥當娜。

## 職業生涯

### 早年生活
艾爾頓·約翰爵士本名雷金納德·肯尼思·德懷特（Reginald Kenneth Dwight），1947年3月25日出生在英國米德爾塞克斯郡皮納縣他外祖父母的房子里。他是斯坦利·德懷特的長子，同時也是希拉·艾琳·哈里斯的獨生子。 他父母生他的時候並沒有結婚，直到他6歲的時候，他們才從約翰爵士的外祖父母家中搬出到一間半獨立的寓所內。 約翰爵士在皮納縣伍德小學、雷迪福德中學、皮納縣預科學校及皇家音樂學院接受教育，但未畢業，便去追尋他的音樂夢想。一開始他與人合組樂團Bluesology，且於1965年首度發行了由艾爾頓·約翰主唱的單曲"Come Back Baby"，但未引起注意，艾爾頓·約翰後於1967年離團單飛，並開始與作詞人伯尼·陶平(Bernie Taupin)合作寫歌。。

### 七十年代
以《你的歌》(Your Song)於1970年成名，是七十年代最紅的歌手，他當時在美國告示牌得到以下六首冠軍曲。
1972年:《鱷魚搖滾》(Crocodile Rock)
1974年:《班尼和噴射機隊》(Bennie and the Jets)
1975年:《露西在綴滿鑽石的天空》(Lucy in the Sky with Diamonds)、《費城自由》(Philadelphia Freedom)以及《海島女郎》(Island Girl)
1976年: 和女歌手琪琪·蒂(Kiki Dee)合唱的《別傷我的心》(Don't Go Breaking My Heart) ，在美、加、英、法、紐、澳等十幾個排行榜都是冠軍。
從《白人城堡》(Honky Château)開始，他有連續七張專輯在美國告示牌得到冠軍，其中的《再見黃磚路》(Goodbye Yellow Brick Road)和《艾爾頓·強精選輯》(Elton John's Greatest Hits)分別得到八週和十週冠軍，還是1974年及1975年的美國年終排行榜冠軍。許多樂評家認為《再見黃磚路》是艾爾頓·強最好的專輯。除了上述三張專輯，其他四張冠軍專輯分別是: 《槍殺鋼琴師》(Don't Shoot Me I'm Only the Piano Player) 、《馴鹿》(Caribou) 、《奇異隊長和棕土牛仔》(Captain Fantastic and the Brown Dirt Cowboy)和《西部搖滾》(Rock of the Westies)。
以《別讓太陽在我面前落下》(Don't Let the Sun Go Down on Me, 1974)被提名葛萊美獎最佳唱片，以《艾爾頓·強》(Elton John)、《馴鹿》(Caribou) 兩度被提名葛萊美獎最佳專輯，以《丹尼爾》(Daniel)和《奇異隊長和棕土牛仔》(Captain Fantastic and the Brown Dirt Cowboy)兩度被提名葛萊美獎最佳男歌手獎，以《別傷我的心》(Don't Go Breaking My Heart)和女歌手琪琪·蒂一起被提名最佳演唱組合獎 。

### 八十年代
雖不像上個年代那麼紅，但和迪翁·沃里克(Dionne Warwick)、葛蕾蒂絲·奈特(Gladys Knight)以及史提夫·汪达(Stevie Wonder)合唱的美國告示牌冠軍曲《那就是朋友相處之道》(That's What Friends Are For)，是1985年的美國年終排行榜冠軍。另有《我不想和你繼續下去》(I Don't Wanna Go on with You Like That)為1988年的亞軍曲。1985年的《妮琪塔》(Nikita)則在加、紐、德、荷、比、葡等國十幾個排行榜得到冠軍。
以《藍眼睛》(Blue Eyes)和《煩躁不安》(Restless)兩度被提名葛萊美獎最佳男歌手獎。經十幾次提名落空後，首次在1986年榮獲葛萊美獎肯定: 以《那就是朋友相處之道》得最佳演唱組合獎。

### 九十年代
在美國告示牌有兩首冠軍曲:和乔治·迈克尔(George Michael)合唱的《別讓太陽在我面前落下1991》(Don't Let the Sun Go Down on Me 1991)及雙A面單曲:《你今晚的樣子》(Something About the Way You Look Tonight) /《風中之燭1997》(Candle in the Wind 1997，這是獻給過世於1997年的黛安娜王妃)，後者曾得告示牌十四週冠軍，為1997年的美國年終排行榜冠軍，在世界各國25個排行榜亦得到冠軍，是全球有史以來有確實記錄(非估算)最暢銷的單曲唱片，共售出3300萬張。他在美國的冠軍曲因此累計至九首。
以《狮子王》電影原聲帶(The Lion King: Original Motion Picture Soundtrack 1994)在美國告示牌得到專輯排行榜九週冠軍，這張專輯是史上最暢銷的動畫片原聲帶專輯，在全球賣出1500萬張，是罕見的十白金(鑽石)唱片。
得了首座奧斯卡最佳電影原創歌曲獎《今夜你可曾感受到愛》(Can You Feel The Love Tonight, 1994年)，且兩度分別以《今夜你可曾感受到愛》(1995年)和《風中之燭1997》榮獲葛萊美獎最佳男歌手獎。在1999年又獲頒葛萊美傳奇獎，稱得上是實至名歸。

### 二十一世纪
在2000年代，他有三首英國冠軍曲: 和男團Blue合唱的《抱歉似乎是最難啟口的話》(Sorry Seems to Be the Hardest Word, 2002)、 《你準備好戀愛了嗎》(Are You Ready for Love, 2003) 及和圖帕克(2Pac)合唱的《貧民窟的福音》(Ghetto Gospel, 2005)。
他在本世紀共有兩張英國冠軍專輯: Pnau混音的《早安,夜晚》(Good Morning to the Night 2012)和《封城樂章》(The Lockdown Sessions 2021)，他的英國冠軍專輯因而累積到八張。
2018年，艾爾頓·約翰爵士宣布為了多陪家人，將於年底舉辦為期至2021年，超過300場的世界告別巡迴演唱。未來將不再巡迴表演但會繼續從事音樂創作。
2019年，艾尔顿·約翰爵士的自传电影《火箭人》上映，且因而以《我要再愛我自己一次》(I'm Gonna Love Me Again)榮獲第二座奧斯卡最佳電影原創歌曲獎。出版個人自傳《Me》。
2020年，在世界告別巡迴演唱會中，因感染「步行肺炎」而在紐西蘭奧克蘭史馬特山體育館場第一場演唱途中宣布中止演出，第二場雖然在3天後如常舉行，但第三、四場和後續行程因新冠肺炎而無限期延期。
2021年，和女歌手杜娃·黎波(Dua Lipa)合唱的“Pnau”混音單曲《冷酷的心》(Cold Heart)，在全球23個排行榜得到冠軍，離上次在多國得到冠軍(1997年)已有24年了。《冷酷的心》同時在美國告示牌舞曲/電子歌曲榜（Billboard Hot Dance/Electronic Songs）得到36週冠軍。和紅髮艾德(Ed Sheeran)合唱的《聖誕快樂》(Merry Christmas)也在英國、加拿大、荷蘭、瑞士、台灣和愛爾蘭等國得到冠軍。在2021年的英國單曲排行榜表現出色，艾爾頓·約翰共有三首冠軍曲出現在同一個年度：除了上述的《冷酷的心》和《聖誕快樂》還有和LadBaby與紅髮艾德合唱的《給每個人的香腸卷》(Sausage Rolls for Everyone)，使得他在英國得到的冠軍曲，累積到十首。他亦創下在英國從1970年代到2020年代，連續六個年代都有前十名單曲進榜的傲人紀錄，是貨真價實的英國樂壇常青樹。
2022年，和東山再起的女歌手布蘭妮·斯皮爾斯（Britney Spears）合唱的《把我抱緊一點》(Hold Me Closer)，在澳洲、匈牙利和以色列等10個排行榜得到冠軍。
2025年，以紀錄片《艾爾頓強：永不太遲》「艾爾頓強：永不太遲」(Never Too Late)的主題曲《永不太遲》(Never Too Late)提名奧斯卡最佳電影歌曲獎。

## 個人風格

### 創作風格

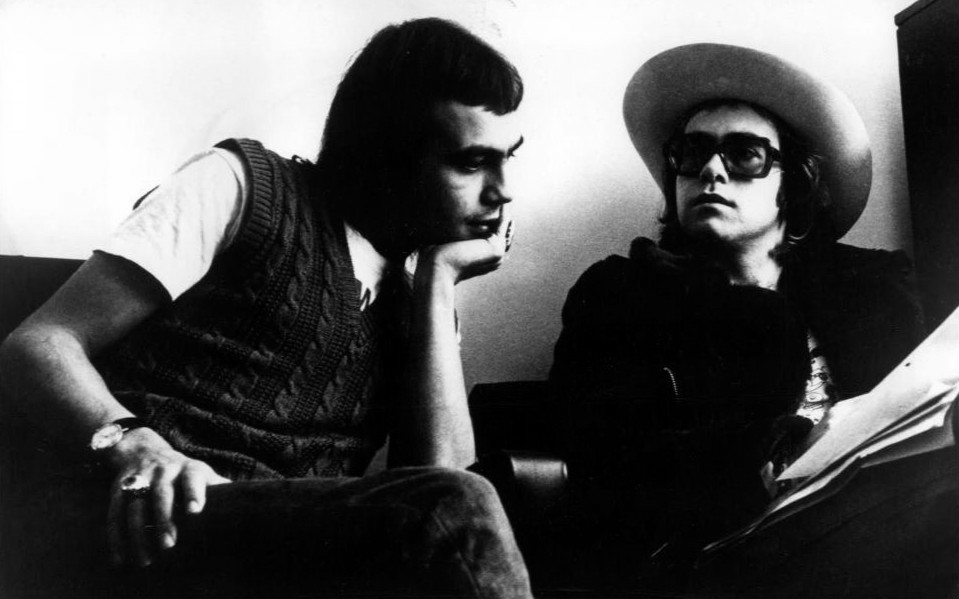
艾爾頓·約翰爵士與伯尼·陶平（左）。攝於1971年。

艾爾頓·約翰爵士與他的專屬填詞人伯尼·陶平自1967年便開始了合作，自由唱片公司藝人與曲目部負責人雷·威廉姆斯（Ray Williams）在《新音乐快递》（New Musical Express）上讚譽他倆是英國流行音樂界最天才的組合。 他們迄今已合作完成超過30張專輯。
在1991年的電影紀錄片《兩間房》（Two Rooms）裡，講述了兩人的合作風格。陶平在一間房里寫下他的歌詞，然後約翰爵士在另一間房裡為歌詞譜曲。這個過程中，兩人幾乎不會在同一個房間里會面。有時陶平也會將歌詞寄送給正忙於全球巡演的約翰爵士，而約翰爵士只要接到歌詞，無論多忙碌都會第一時間為這首歌詞進行譜曲工作。 約翰爵士英國唱作人、作曲家和作詞家學會（BASCA）的成員。

### 演唱風格
一度被歸為男高音的艾爾頓·約翰爵士自手術後，目前是一名男中音歌手。 他的鋼琴演奏風格深受古典音樂和福音音樂的影響。 20世紀70年代，約翰爵士的錄音室專輯大多由保羅·巴克馬斯特（Paul Buckmaster）進行編曲。

## 私人生活

### 婚姻家庭
20世紀60年代末期，艾爾頓·約翰爵士曾經打算與他的初戀情人兼秘書琳達·伍德羅（Linda Woodrow）結婚，他還將這段回憶寫入到他的歌曲中。 1984年2月14日，艾爾頓·強在雪梨迎娶了他的首任妻子，德國錄音師雷娜特·布勞爾（Renate Blauel），但是很快這段婚姻因為他的性取向而出現問題。在1976年接受《滾石》的一次採訪中，艾爾頓強承認自己是一名“雙性戀”， 但他隨後還是與雷娜特結婚并直到1988年才離婚。他在離婚後接受雜誌訪問的時候說起，他覺得當一名同性戀滿自在的。
1993年，艾爾頓·強與大衛·弗尼西陷入愛河並於2005年12月21日結成民事伴侶。他們在溫莎市市政廳低調登記，但隨後卻在他們位於伯克希爾的豪宅里舉行了一場奢華派對， 據傳他們為此次派對支付了100萬英鎊。 通過一位代孕母親，艾爾頓強與弗尼西的兒子，扎克里·傑克遜·利翁·弗尼西-約翰于在加州2010年12月25日出生。 艾爾頓強與弗尼西讓、雜誌編輯英格麗·斯西及斯西的伴侶桑迪·勃蘭特成為扎克里·弗尼西-約翰的乾媽。
2009年9月，約翰爵士曾經宣佈他打算從烏克蘭的一個艾滋病孤兒院里收養一個14個月大的嬰兒，利夫。但是由於約翰爵士的年齡和婚姻狀況，他的收養請求被拒絕了。 弗尼西表示，他們將繼續在資金上對利夫予以幫助，同時他們也打算資助一些政治團體參與競選以求改變烏克蘭的收養法規。 約翰爵士擁有十個著名的教子：約翰·藍儂的兒子肖恩·藍儂、大衛·貝克漢姆和維多利亞·貝克漢姆夫婦的兒子布魯克林及羅密歐、伊麗莎白·赫莉的兒子達米恩·查理斯，以及西摩·斯坦（Seymour Stein）的女兒。

### 个人资产

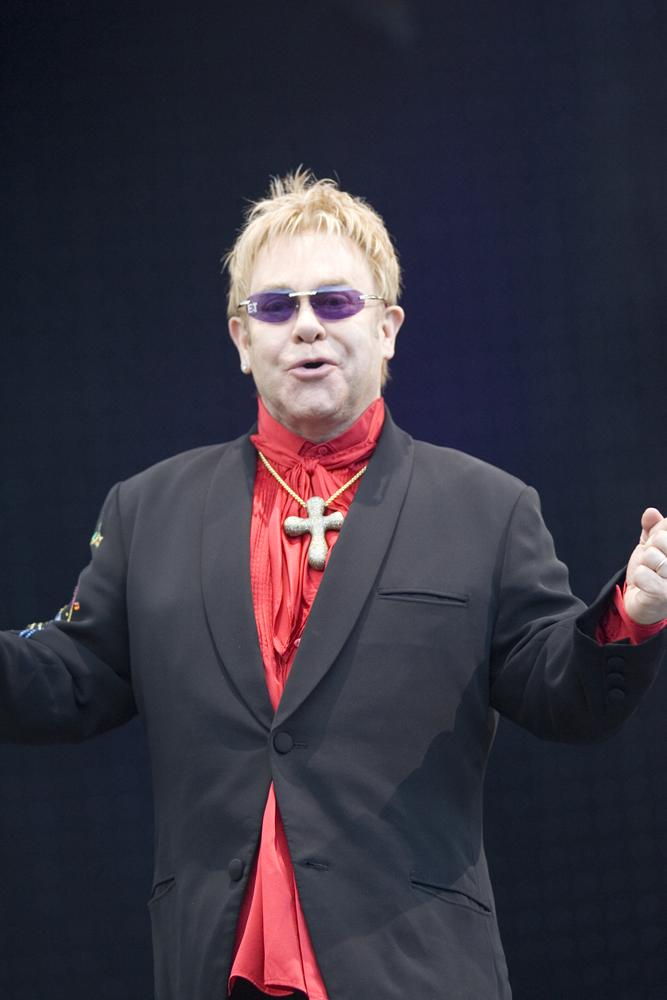
艾爾頓·約翰爵士在舞臺上。攝於2008年7月。

2009年4月，艾爾頓·約翰爵士以個人資產1.75億英鎊（約合2.65億美元）榮登“《星期日泰晤士報》富人排行榜”，排名英國最富裕人士中的第322位。 2011年，約翰爵士再度以1.95億英鎊的身家入榜，成為英國音樂界十位最富裕的人士之一。 除了在伯尼希爾老溫莎的住宅外，約翰爵士還擁有在亞特蘭大、尼斯、倫敦荷蘭公園和威尼斯的房產。同時，艾爾頓·約翰爵士也是一名收藏家，他被認為是全球藏品最豐富的個人攝影作品收藏家。
在2000年，艾爾頓·約翰爵士承認他在兩年內以平均每月150萬英鎊的速度揮霍了3000萬英鎊。在1996年1月到1997年7月期間，約翰爵士在物業上花費了960萬英鎊，而在鮮花採購上花費了29.3萬英鎊。 2001年6月，約翰爵士通過佳士得出售他的20輛愛車，他聲稱由於自己經常出國而無法使用它們。 約翰爵士拍賣的汽車包括：一輛單價價值234,750英鎊的捷豹XJ220型跑車；另外還包括法拉利、勞斯萊斯、賓利等品牌的跑車，折合價值近200萬英鎊。 2003年，約翰爵士通過蘇富比拍賣其在荷蘭花園的住所，預估可以收益80萬英鎊。約翰爵士打算用這筆資金擴充其在英國年輕藝術家作品的收藏，這其中包括薩姆·泰勒-伍德（Sam Taylor-Wood）、翠西·艾敏（Tracy Emin）等人的作品。 2004年，約翰爵士開設了一家名為“約翰衣櫥”的商店，用於出售他的二手衣服。

### 其他事迹
艾爾頓·約翰爵士在他的職業生涯里，一度因酒精和可卡因而上癮。到了1975年，明星的身份開始給他帶來壓力。在那一年的洛杉磯“約翰音樂周”中，他因吸毒過量而入院治療。 同時艾爾頓·約翰爵士還罹患神經性暴食症。在2002年接受拉里·金的採訪中，金詢問他是否知道戴安娜王妃患有飲食失調的毛病。約翰爵士回答道：“是的，我知道。我們都有神經性暴食症。”
艾爾頓·約翰爵士是一名網球愛好者，他曾經為自己的好友兼世界著名網球選手比莉·珍·金（Billie Jean King）撰寫了一首歌曲名為《自由的費城》。約翰爵士與金還會每年舉辦一次為艾滋病募款的慈善網球賽，他們會組成一對職業與業餘混合選手。同時比莉·珍·金還是“艾爾頓·約翰艾滋病基金會”的副主席。約翰爵士的球技是由唐納德·懷特（Donald Watt）指導，他是一名活躍在20世紀80年代到90年代的網球教練。 約翰爵士在1991年搬家到佐治亞州亞特蘭大市之後，成為了美國職棒大聯盟中亞特蘭大勇士隊的球迷。

## 興趣主張

### 樂隊
自20世紀70年代開始，艾爾頓·約翰爵士就組成了屬於他自己的樂隊，他在樂隊中擔任主唱與鋼琴演奏，這支樂隊很快就被冠以“艾爾頓·約翰樂隊（Elton John Band）”的名號而享譽英倫。
儘管樂隊成員在不斷變換，但是奈傑爾·奧爾森（Nigel Olsson）、戴維·約翰斯通（Davey Johnstone）和雷·庫珀（Ray Cooper）一直是樂隊的成員之一。奧爾森是1970年加入樂隊，而約翰斯通和庫珀則是在1972年加入樂隊。除了樂隊成員之外，約翰爵士在他的職業生涯里也與許多職業樂手合作過。例如：紅髮艾德、女神卡卡、杜娃·黎波、蒂姆·赖斯、約翰·列儂、小野洋子、比利·乔尔、乔治·迈克尔、史提夫·汪达、琪琪·迪、尼尔·萨达卡等。
現今成員: 
- 琴鍵：Elton John
- 鼓、和音：Nigel Olsson
- 音樂總監、結他、和音：Davey Johnstone
- 敲擊、和音：John Mahon
- 電子樂器：Kim Bullard
- 低音結他：Matt Bissonette
- 敲擊：Ray Cooper

### 足球
艾爾頓·約翰爵士在1976年成為英格蘭球隊屈福特的主席和運營總監，并任命格拉咸·泰萊為球隊經理（即教練）。在格拉咸·泰萊的帶領和約翰爵士的大筆資金資助下，沃特福德足球俱乐部從當時的英格蘭丁級聯賽（當時聯賽的第三級）升入到英格蘭甲級聯賽（當時聯賽的第二級）。 球隊隨後達到球隊歷史上的巔峰，即1983年升入英格蘭甲級聯賽當年就拿下聯賽亞軍（當年聯賽冠軍為利物浦）并在次年入圍足總杯總決賽（當年足總杯冠軍為埃弗頓）。
1987年的時候，約翰爵士將俱樂部出售給傑克·柏奇利（Jack Petchey），同時出任俱樂部的終身名譽會長。
1997年，約翰爵士再度入主沃特福德足球俱乐部，重新從傑克·柏奇利手中購回俱樂部。在2002年的時候，由於球隊需要一個全職的俱樂部主席負責俱樂部事宜，因此約翰爵士請辭球隊主席而擔任名譽會長。
雖然約翰爵士現在不再是球隊的大股東，但是任積極為球隊籌措資金。2005年6月，約翰爵士在俱樂部主場維卡拉格路體育場舉辦演唱會，為球隊募集資金。後來他又在2010年5月的一場演唱會上為球隊籌集資金。

### 慈善
由於好友瑞安·怀特和弗雷迪·默丘里的去世，艾爾頓·約翰爵士一直致力於與艾滋病機構的合作。他為許多艾滋病機構募集善款并利用他的公共形象進行宣傳，以促使公眾更多地瞭解這種疾病。例如：1986年，約翰爵士聯合狄翁·華薇克（迪翁·沃里克）、葛蕾蒂絲·奈特和史提夫·汪达錄製了一首單曲，名為《這才是朋友》，約翰爵士等人將這首歌的全部收益捐贈給了美國艾滋病研究基金會。同時這首單曲榮膺當年的格萊美最佳組合及樂隊獎并格萊美年度最佳歌曲獎。1990年4月，在瑞安·怀特的葬禮上，艾爾頓·爵士為這個罹患血友病并在輸血治療中不幸感染艾滋病的少年演奏了《藍天白鴿》。
約翰爵士在1992年成立了“艾爾頓·約翰艾滋病基金會”，這是一個旨在資助艾滋病研究機構、消除艾滋病歧視和干預艾滋病高危人群的慈善機構。2006年，約翰爵士拍賣了兩架他在拉斯維加斯演出所用的紅色雅馬哈鋼琴，他希望借此喚起民眾對艾滋病的認知并為基金會募集善款。
為了募集更多的善款，艾爾頓·約翰爵士自1997年開始舉辦慈善晚會，旨在向社會名流募集捐款。2007年6月28日，在第九屆慈善晚會上，一輛勞斯萊斯幻影敞篷跑車和一副翠西·艾敏的作品都拍出了80萬英鎊的高價。這次慈善晚會共計為基金會募得善款3500萬英鎊。 晚會門票的售價為1000英鎊，這項收入在2006年為他的基金會帶來460萬英鎊的收入。

### 其他
2010年4月1日，艾爾頓·約翰爵士加入了辛蒂·羅波的“我在乎運動”（Give a Damn campaign）。這是一個旨在消除公眾對LGBT社群歧視的社會運動，同時也是辛蒂·羅波本色基金會（True Colors Fund）項目的一部份。 約翰在這個項目的推廣廣告中說道：“想像一下，僅僅因為你是你自己而會在街上行走的時候被毆打，甚至被殺害。” 這項活動讓異性戀者進入到LGBT社群，并消除他們對LGBT人群的歧視。這項運動的參與者還包括：乌比·戈德堡、傑森·瑪耶茲、朱迪絲·萊特（Judith Light）、辛西雅·尼克森、金·卡戴珊、克萊·艾肯、莎朗·奧斯朋（Sharon Osbourne）、凱利·奧斯朋（Kelly Osbourne）和安娜·派昆。
約翰爵士也會偶爾在《衛報》上擔任專欄作家。

## 榮譽獎項
艾爾頓·約翰爵士在1994年入選搖滾名人堂，而在1992年的時候，他已經與伯尼·陶平入選創作名人堂（Songwriters Hall of Fame）。1995年，約翰爵士獲得大英帝國司令勳章。 1998年2月24日，約翰爵士由於“他對慈善工作的傑出貢獻”而被伊莉莎白二世授勳。而早在1975年10月，約翰爵士就成為第1662名入選好萊塢星光大道的演藝圈人士。
2004年，約翰爵士榮獲肯尼迪中心榮譽獎章；2006年，榮獲迪士尼傳奇大獎（Disney Legends）；2010年，榮獲英國音樂版權協會音樂遺產獎。
1994年，艾爾頓·約翰爵士因《獅子王》主題曲《今夜你可曾感受到愛》獲得奧斯卡獎最佳原創歌曲和金球獎最佳原創歌曲；2000年，約翰爵士因音樂劇《阿依達》而獲得托尼獎最佳原創配樂。

2020年，因《火箭人》歌曲《(I'm Gonna) Love Me Again》再次獲得奧斯卡獎最佳原創歌曲。是這個獎項當中間隔最久(25年)又再度獲獎的得獎者。
艾爾頓·約翰爵士擁有六座格萊美獎盃：
1. 1987年，因歌曲《這才是朋友》》而獲得格萊美最佳組合及團隊獎
2. 1991年，因歌曲《巴斯克人》（Basque）而獲得格萊美最佳作曲
3. 1995年，因歌曲《今夜你可曾感受到愛》而獲得格萊美最佳流行表演
4. 1998年，因歌曲《風中之燭》而再獲格萊美最佳流行表演
5. 1999年，獲得格萊美傳奇大獎
6. 2001年，因音樂劇《阿依達》獲得格萊美最佳音樂劇專輯

## 個人作品

### 錄音室專輯
1. Empty Sky （1969）
2. Elton John （1970）
3. Tumbleweed Connection （1970）
4. Madman Across the Water （1971）
5. Honky Château （1972）
6. Don't Shoot Me I'm Only the Piano Player （1973）
7. Goodbye Yellow Brick Road （1973）
8. Caribou （1974）
9. Captain Fantastic and the Brown Dirt Cowboy （1975）
10. Rock of the Westies （1975）
11. Blue Moves （1976）
12. A Single Man （1978）
13. Victim of Love （1979）
14. 21 at 33 （1980）
15. The Fox （1981）
16. Jump Up! （1982）
17. Too Low for Zero （1983）
18. Breaking Hearts （1984）
19. Ice on Fire （1985）
20. Leather Jackets （1986）
21. Reg Strikes Back （1988）
22. Sleeping with the Past （1989）
23. The One （1992）
24. Duets （1993）
25. Made in England （1995）
26. The Big Picture （1997）
27. Songs from the West Coast （2001）
28. Peachtree Road （2004）
29. The Captain & the Kid （2006）
30. The Diving Board （2013）
31. Wonderful Crazy Night （2016）
32. Regimental Sgt. Zippo (2021)

### 合輯
1. Live in Australia with the Melbourne Symphony Orchestra (1986)
2. Duets (1993)
3. The Union with Leon Russell (2010)
4. Good Morning to the Night with Pnau (2012)
5. The Lockdown Sessions (2021)

### 精選輯
1. Elton John's Greatest Hits (1974)
2. Elton John's Greatest Hits Volume II （1977）
3. Lady Samantha （1980）
4. The Very Best of Elton John（1980）
5. Love Songs （1982）
6. The Superior Sound of Elton John (1970–1975) （1983）
7. Your Songs（1985）
8. Elton John's Greatest Hits Volume III （1987）
9. The Very Best of Elton John （1990）
10. To Be Continued... （1990）
11. Rare Masters （1992）
12. Greatest Hits 1976–1986（1992）
13. Chartbusters Go Pop （1994）
14. Love Songs （1995）
15. Greatest Hits 1970–2002 （2002）
16. Rocket Man: The Definitive Hits （2007）
17. Diamonds（2017）

### 原聲帶及歌舞劇配曲
1. 《好朋友电影原声带》 （1971）
2. 《獅子王電影原聲帶》 （1994）
3. 《阿依達歌劇配樂輯》 （1998）
4. 《第六感女神電影原聲帶》（1999）
5. 《勇闖黃金城電影原聲帶》 （2000）
6. 《跳出我天地電影原聲帶》 （2000）
7. 《吸血鬼萊斯特歌劇配樂輯》（2005）
8. 《傻密歐與茱麗葉電影原聲帶》 （2011）
9. 《火箭人电影原声带》（2019）

### 致敬專輯
1. Two Rooms: Celebrating the Songs of Elton John & Bernie Taupin （1991）
2. Revamp: Reimagining the Songs of Elton John & Bernie Taupin（2018）
3. Restoration: Reimagining the Songs of Elton John and Bernie Taupin  （2018）

### 電影作品
1. 1972年，《生来不羁》（Born to Boogie），饰演他自己。
2. 1975年，《冲破黑暗谷》（Tommy），饰演弹球巫师（Pinball Wizard）。
3. 1997年，《天旋地转》（Spice World），饰演他自己。
4. 2002年，《草地英熊》（The Country Bears），饰演他自己。
5. 2007年，《艾尔顿·约翰传》（Elton John: Me, Myself & I），个人传记片。
6. 2017年，《金牌特務：機密對決》，飾演他自己

### 相關傳記
- Goodall, Nigel. Elton John: A Visual Documentary, Omnibus Press, 1993. ISBN 978-0-7119-3078-0
- Rosenthal, Elizabeth. His Song: The Musical Journey of Elton John, Billboard Books, 2001. ISBN 978-0-8230-8892-8

## 外部連結
维基语录上有关艾爾頓·強的语录
- 艾爾頓·約翰爵士的官方網站 （页面存档备份，存于）（英文）
- 艾爾頓·約翰在互联网电影资料库（IMDb）上的資料（英文）
- 艾爾頓·強的Instagram帳戶
- 艾爾頓·約翰在豆瓣上的资料（简体中文）
- 艾爾頓·約翰爵士在《衛報》專欄 （页面存档备份，存于）（英文）